# Ћелијска комуникација
Ћелијска комуникација је део комплексног система комуникације који руководи основним ћелијским активностима и координише ћелијске акције. Способност ћелија да спознају и коректно одговоре на стимулусе из њихове микросредине је основа развића, изградње и опоравка ткива, имунитета, као и хомеостазе ткива. Грешке у ћелијској обради сигнала су одговорне за обољења као што су рак, аутоимунске болести или шећерна болест. Побољшано разумевање ћелијске комуникације један је од преуслова за развој ефективних третмана болести.
Традиционална истраживања у биологији имала су фокус на студирање индивидуалних делова ћелијских сигналних путева. Системско биолошка истраживања побољшавају разумевање основних елемената и структуре ћелијских комуникационих мрежа, као и утицаја који промене тих мрежа могу имати на пренос и проток информација. Ове мреже су организационо комплексни системи који могу поседовати бројне особине, укључујући бистабилност и ултра-сензитивност. Анализа ћелијских комуникационих мрежа захтева комбинацију експерименталних и теоријских приступа који обухватају развој и анализу симулација и моделовања.

## Комуникација код једноћелијских и мултићелијских организама
Ћелијска комуникација је била најекстензивније истраживана у контексту људских болести, и преноса сигнала између ћелија једног организма. Међутим, ћелијска комуникације се може такође јавити између ћелија два различита организма. Код многих сисара, ране ембрионске ћелије комуницирају са ћелијама материцеа. У људском гастроинтестиналном тракту, бактерије измењују сигнале једна с другом и са људским епителијумом и ћелијама имунског система. Код квасца Saccharomyces cerevisiae у току парења, неке ћелије шаљу пептидне сигнале (факторе парања феромоне) у своје окружење. Ови пептиди се могу везати за рецепторе на ћелијској површини других ћелија квасца и подстакнути их да се припреме за парење.

### Типови сигнала
Ћелије комуницарају једна с другом путем директног контакта (јукстакрина сигнализација), преко кратких раздаљина (паракрина сигнализација), и преко великих раздаљина и/или размера (ендокрина сигнализација).
Deo ћелија-са-ћелијом комуникације захтева директан контакт. Неке ћелије могу да формирају саставе који повезују њихову цитоплазму са цитоплазмом суседних ћелија. У срчаном мишићу, састави између суседних ћелија омогућавају пропагацију акционог потенцијала из региона срчаног пејсмејкера да се прошири и координирано узрокује контракцију срца.
 сигнализациони механизам је пример јукстакрине сигнализације (исто познате као контакт-зависна сигнализација) у коме две суседне ћелије морају да остваре физички контакт да би комуницирале. Овај захтев за директним контактом омогућава веома прецизну контролу ћелијске диференцијације у току ембрионског развоја. Код црва Caenorhabditis elegans, две ћелије развијајућег гонада имају једнаке шансе да се терминално диференцирају, и постану материчне прекусор ћелије, које настављају да се деле. Избор ћелије која ће наставити да се дели је контролисан конкуренцијом сигнала на ћелијској површини. Једна ћелија се деси да произведе више протеина на ћелијској површини који активира  рецептор на суседног ћелији. То активира повратну петљу, или систем, који редукује Notch изражавање у ћелији која ће се диференцирати, и повећава Notch на површини ћелије која наставља као стем ћелија.
Многи ћелијски сигнали се преносе молекулима које ослобађа једна ћелија, и који се премештају да би остварили контакт са другом ћелијом. Ендокрини сигнали се зову хормони. Хормоне производе ендокрине ћелије, и они путују кроз крв да би досегли све делове тела. Специфичност сигнализације може бити контролисана ако само неке ћелије могу да препознају специфичан хормон. Паракрини сигнали су ограничени само на ћелије у близини емитујуће ћелије. Неуротрансмитери представљају један пример. Неки сигнални молекули могу да функционишу као хормони и неуротрансмитери. На пример, епинефрин и норепинефрин могу да функционишу као хормони кад су ослобођени из адреналне жлезде и кад су транспортовани у срце путем крви. Норепинефрин могу такође да производе неурони, и у том случају он функционоше као неуротрансмитор у мозгу. Естроген може бити ослобођен из јајника и функционисати као хормон, или може дејствовати локално путем паракрине или аутокрине сигнализације. Активни облици кисеоника и азот оксида могу исто дејствовати као целуларни преносиоци порука. Овај процес се назива редокс сигнализација.

## Комуникација биљних ћелија
Ћелије биљака комуницирају преко плазмодезми, специјалних канала, односно пукотина ћелијског зида. Плазмодезме су сачињене из плазмодезмалне плазмине менбране (која је продужетак ћелијске мембране), цитоплазматичног прстена (продужетак цитоплазме) и дезмотубула (густо збијен фосфолипидни двослој прекривен влакнима актина и миозина који је повезан са ендоплазматичним ретикулумом). Плазмодезмина менбрана штити ћелију од губитка течности цитоплазме и од патогена, и представља место везивања хидрофобних делова протеина. Иако мањи молекули могу лако проћи кроз цитоплазматични прстен, некада се на њему налазе протеини који омогућавају контракцију и затварање плазмодезми. На крају, дезмотубули плазмодезме обезбеђују транспорт липида и полипептида, а уз утрошак молекула ATP могу да повећају пречник плазмодезме пропуштајући крупније молекуле.

## Комуникација животињских ћелија
Међу ћелијама животиња развили су се системи комуникације путем адхезивних молекула. Новија истраживања су показала да и биљне ћелије поседују неке адхезивне молекуле за везивање ћелијских зидова. Што се животињске ћелије тиче, можемо рећи да оне међусобно комуницирају на два начина:
- остваривањем адхезије преко ћелијских адхезивних молекула мембране
- примањем и слањем сигнала путем секретованих „сигналних молекула”